# Povratak u budućnost 3
Povratak u budućnost 3 (eng. Back to the Future Part III) je američka ZF vestern komedija redatelja Roberta Zemeckisa iz 1990. s Michaelom J. Foxom i Cristopherom Lloydom u glavnim ulogama. To je treći i završni dio trilogije koju još čine filmovi Povratak u budućnost i Povratak u budućnost 2. Film je radnjom većinom smješten u 1885. godinu.

## Radnja
Kao i Povratak u budućnost 2, i ovaj film počinje gdje je završio prethodnik. Doc Brown slučajno je poslan natrag u 1885. kad ga je pogodio grom. Međutim, uspio je poslati Martyju pismo, napisavši u njemu gdje se nalazi vremenski stroj. Napisao je Martyju da ne dolazi po njega i da uništi stroj čim se vrati u 1985. Marty počne raditi s Docom iz 1955. i oni iskopavaju De Lorean iz rudnika. Prije nego što su napustili rudnik, otkrivaju nadgrobnu ploču na kojoj piše kako je tu 1885. pokopan Doc. Doca je u leđa upucao Biffov pradjed Buford "Ludi pas" Tannen zbog 80 dolara. Marty odlučuje, unatoč Docovim uputama, vratiti se u 1885. kako bi spasio prijatelja.
Marty i Doc iz 1955. dovoze auto do Docove radionice gdje bi ga trebali srediti kako bi mogao opet funkcionirati. Međutim, potrebni dijelovi ne mogu se naći u toj godini pa Doc mora iskoristiti dijelove iz te ere. Oprema De Lorean s nekim novim dijelovima, ali kako je auto oštećen kad ga udario grom, neće imati onakve letačke sposobnosti kao u drugom dijelu serijala. Odlaze na poligon izvan grada odakle Marty pokreće popravljeni De Lorean, kreće prema velikom jumbo plakatu, dostižući potrebnu brzinu od 88 milja na sat točno prije sudara s plakatom i odlazi natrag u 1885.
Nakon što je preživio napad Indijanaca, medvjeda, pa čak i konjice, nalazi utočište kod svog prapradjeda Seamusa McFlyja (kojeg također glumi Fox). Predstavlja se kao Clint Eastwood, a Seamus nerado, uz nagovor svoje žene Maggie (koju glumi Lea Thompson), pristaje pomoći Martyju pronaći njegovog prijatelja kovača. Marty odlazi u Hill Valley, i ulazi u lokalni saloon pokušavajući otkriti gdje živi Doc. Pojavljuje se Buford i izazove Martyja na okršaj zbog njegove smiješne odjeće koju mu je dao Doc iz 1955. Na kraju Martyja objese na nedovršeni gradski sat, ali stiže Doc i spašava ga. Buford zatraži 80 dolara od Doca u zamjenu za konja kojeg je morao upucati, kriveći za sve potkovu koju mu je prikovao Doc za 75 dolara, a dodatnih 5 dolara za bocu alkohola koja se razbila kad je konju spala potkova. Doc odbija, a Buford obećava kako će ga ubiti. Doc odvede Martyja nazad u svoju radionicu i dvojica su spremna za povratak kući. Ali, Marty mu kaže kako je uništio dovod goriva na De Loreanu. Marty ipak nije zabrinut jer je mislio kako auto pokreće svaki objekt koji privlači energiju, ali shrvani Doc mu objašnjava kako vremenski stroj pokreće samo bezolovno gorivo, a benzinske pumpe neće biti negdje do početka sljedećeg stoljeća... Prva Docova ideja bila je uprezanje konja koji bi vukli De Lorean do 88 milja na sat, ali to propada jer ni najbrži konj ne može ići brže od 35-40 milja na sat. Sljedeći plan bio je napuniti De Loreanov spremnik za gorivo viskijem iz saloona, ali ni ovo ne uspijeva jer viski brzo ishlapi, a uz to uništava cijev za gorivo na nekoliko mjesta. Budući da bi popravak trajao predugo očajni Doc smišlja novu ideju.
Prema novom planu, De Lorean bi trebala gurati lokomotiva preko nedovršenog mosta preko klanca Shonash (koji je kasnije preimenovan u klanac Clayton), a koji će biti u upotrebi 1985. kad stiže Marty. Međutim, Doca zaslijepi gradska učiteljica Clara Clayton, nakon što ju je spasio od pada u klanac (koji je kasnije nazvan po njoj jer je pala u njega; spasivši je, Doc mijenja povijest). Buford pokušava ubiti Doca na gradskom festivalu, ali ga Marty omete u pokušaju. Sljedećeg dana, Marty primjećuje kako se na slici Docova nadgrobnog spomenika Docovo ime mijenja u "Clint Eastwood", i shvaća kako je Buford krenuo na njega. Kasnije te noći, Doc kaže Martyju kako se predomislio i da će ostati s Clarom u 1885. Marty nije baš oduševljen i pokušava uvjeriti Doca da se predomisli. Doc se na to predomisli i pokušava isplanirati kako će se oprostiti s Clarom. Marty nije siguran da će mu Clara povjerovati pa mu sugerira da je povede sa sobom. Doc sa žaljenjem izražava neslaganje jer ne želi riskirati promjenu povijesti opet. Međutim, polazi Clari, i kaže joj da se mora vratiti onamo otkud je i došao. Clara ga upita da je povede sa sobom, ali on odgovara kako ne može. Otkriva joj da je stigao iz budućnosti i da se mora vratiti u godinu 1985. Kao što je Marty i predvidio, Clara ne shvaća, pa čak pomišlja da je Doc ne voli. Ošamari ga i zalupi mu vratima pred nosom. Sljedećeg dana, Marty pronalazi Doca u saloonu, u koji stiže i Tannen tražeći obračun. Marty uspijeva svladati Tannena (inspiriran trikom koji je pravi Clint Eastwood upotrijebio u filmu Za šaku dolara), i nagovoriti Doca da se vrati kući s njim. Doc tada shvaća da nema što tražiti u 1885., i pristaje se vratiti u 1985. s Martyjem. Njih dvojica ukradu lokomotivu i poguraju De Lorean prugom prema klancu. Dok njih dvojica pokušavaju gurnuti De Lorean nazad u 1985., Clara (koja sada shvaća da je Doc govorio istinu) slijedi lokomotivu na konju. Uspijeva se prebaciti s konja u lokomotivu. Dok se Doc penjao prema početku lokomotive kako bi dohvatio De Lorean, Clara zazviždi lokomitivinom sirenom. Doc se pokušava vratiti u kabinu po nju i odlučuje kako će je povesti sa sobom u budućnost. Prije nego što ju je uspio dosegnuti, odjekne eksplozija u lokomotivi (kako bi išla brže). Clara ga ne uspijeva dohvatiti i ostaje u zadnjem dijelu lokomotive. Srećom, Marty pruža Docu lebdeću dasku koju je donio iz 2015. Doc spašava Claru i odlebdi s njom nazad u Hill Valley. De Lorean tada dostiže brzinu od 88 milja na sat točno prije ruba klanca, šaljući Martyja samog natrag u budućnost. Lokomotiva slijeće s mosta, pada u dolinu i spektakularno eksplodira.
Po dolasku u 1985. u klanac koji se sada zove Eastwood, Marty iskače iz De Loreana trenutak prije sudara s vlakom. Tada shvaća kako se ne može vratiti u 1885. kako bi spasio prijatelja. Ponovno se nalazi s djevojkom Jennifer i svojom obitelji u kući – te mu pada kamen sa srca shvativši kako je se sve vratilo u normalu nakon događaja iz Povratka u budućnost 2. Needles i njegova banda polaze uništiti Martyjev kamionet, ali nailaze na Martyja na semaforu, i izazivaju ga na utrku. Jennifer pokušava nagovoriti Martyja da odbije, ali nakon što ga Needles naziva kukavicom, izgleda da će Marty prihvatiti izazov. Međutim, izbjegava utrku i polazi u rikverc; otkriva da je dobro postupio jer bi udario u Rolls Royce. 2015. Jennifer je čula razgovor njegove majke i sestre o tome kako je vozač tužio Martyja, koji je ozlijedio ruku i odustao od sna o karijeri rock zvijezde. Jennifer je zadržala i poruku s natpisom "Otpušten si" za Martyja McFlyja, ali se ove riječi brišu nakon nesreće. Nagovještava se sretna Martyjeva i Jenniferina budućnost, ali ona je ipak i neizvjesna.
Vraća se s Jennifer na mjesto gdje se nalazi uništeni De Lorean. Misleći kako nikad više neće vidjeti Doca, Marty se iznenadi kad se upale signalna svjetla na pruzi, a nijednog vlaka nema na vidiku. Doc se vratio u 1985. u novom vremenskom stroju, u lokomotivi iz osamdesetih godina 19. stoljeća. Doc se oženio Clarom i dobio dva sina, Julesa i Vernea (nazvanim prema Docovom i Clarinom najdražem piscu, Julesu Verneu). Doc uvjerava Martyja da se sve vratilo u normalu u svim vremenima i da je budućnost "Ono što napraviš od nje". Nakon što Marty upita gdje će Doc dalje, izumitelj odgovara kako se neće vratiti u budućnost, jer je tamo već bio. Vlak se diže u zrak sam od sebe i počne se okretati u zraku, kao i De Lorean na kraju prvoga i u drugom filmu, kreće naprijed prema gledatelju, a kako film završava, nestaje u nekom drugom vremenu.

## Zarada i priznanja
Film je zaradio 23 milijuna dolara u prvom tjednu prikazivanja u Americi, a ukupno 87,6 milijuna na domaćem box-officeu – 243 milijuna dolara u svijetu. 17. prosinca 2002. studio Universal izdao je film na DVD-u u box-setu zajedno s dva prethodnika.
1990. je film donio nagradu Saturn Alanu Silvestriju za glazbu i nagradu za najboljeg sporednog glumca za Thomasa F. Wilsona.
Mnogi kritičari ovaj nastavak su smatrali "toplijim" od drugih jer se temelji na odnosu Martyja i Doca Browna.

## Glumci
- Michael J. Fox – Marty McFly ("Clint Eastwood") i Seamus McFly
- Christopher Lloyd – dr. Emmett "Doc" Brown
- Mary Steenburgen – Clara Clayton
- Thomas F. Wilson – Buford "Ludi pas" Tannen i Biff Tannen
- Lea Thompson – Maggie McFly i Lorraine Baines McFly
- James Tolkan – šerif Strickland
- Elisabeth Shue – Jennifer Parker
- Jeffrey Weissman – George McFly

## Dodatne napomene
- Kad indijanska strijela pogađa auto nakon što je stiglo u 1885., gorivo istječe. Mnogi obožavatelji su se pitali zašto Marty nije pretočio gorivo iz auta koje je ostalo zakopano u rudniku. Međutim, kako sve tekućine treba izbaciti iz auta koje se dugo vremena neće koristiti, uopće ne bi bilo goriva u njemu sve da je i pokušao. Bez obzira na to, Marty ne bi riskirao da ošteti auto koje je zakopano u rudniku, jer bi ga to ostavilo bez auta u 1955. pa ne bi ni mogao doći u 1885. – a stvorio bi i vremenski paradoks.
- Gorivo je definitivno bilo dostupno 1885. godine. Pakiralo se u limenke. 1885. motori koje pokreće benzin bili su poznati znanstvenicima više desetljeća, ali nisu bili u široj upotrebi i bili su nepraktični. Dvojbeno je bi li De Lorean uopće išao na benzin jer je ono niskooktansko, a De Lorean pokreće bezolovno gorivo.
- Doc kaže Martyju kako je njegova obitelj, Von Brauni, stigla u Ameriku 1908., ali promijenila ime u Brown zbog Prvog svjetskog rata. Wernher Von Braun bio je njemački znanstvenik koji je kreirao neslavnu V2 raketu iz Drugog svjetskog rata, a pomagao je Amerikancima u njihovoj svemirskoj utrci u pedesetima.
- Clint Eastwood nije bio uvrijeđen što je njegovo ime upotrijebljeno u filmu, a navodno je čak bio počašćen idejom.
- Odjeća koju Doc nosi u posljednjoj sceni filma je kostim koji je nastao po Čarobnjaku iz filma Čarobnjak iz Oza.
- Dok se snimala scena Martyjeva vješanja, Fox je pokušao izvesti scenu bez kutije na kojoj bi stajao. Prevario se i nije stavio ruke između užeta i svog vrata, zapravo objesivši sam sebe, i pao u nesvijest. Isprva se mislilo kako postoji veza između Foxovih simptoma Parkinsonove bolesti i ovog incidenta.
- Maggie McFly originalno je trebala biti predak Martyjeva oca Georgea McFlyja. Neobično, odglumila ju je Lea Thompson. Do promjene je došlo kako bi se po treći put Marty našao u sceni pokraj Lee Thompson nakon što je zadobio udarac u glavu, baš kao i u prva dva filma. Producenti su smatrali kako scena ne bi trebala sugerirati kako je ona Martyjev predak, iz čega bi se dao izvući zaključak kako muškarce u obitelji McFly privlače žene koje izgledaju kao Lea Thompson.
- Kad Marty prvi put stiže u 1885., De Lorean nema leda na sebi, kao što je imao nakon nekih drugih putovanja. Producenti su u komentaru prvog filma na DVD-u objasnili kako je bilo teško posipati auto ledom tijekom više ponavljanja iste scene, pa je De Lorean kroz filmove imao na sebi sve manje leda. U zadnjem filmu na autu se led uopće ne pojavljuje.
- Bivšem američkom predsjedniku Ronaldu Reaganu je navodno ponuđena uloga gradonačelnika Hill Valleyja.
- Prvi dio trilogije trebao je biti i jedini, posebni film. Prema komentaru, kraj prvog filma trebao je implicirati kako Doc, Marty i Jennifer odlaze na put kroz vrijeme da bi ispravili probleme u svom životu.

## Vanjske poveznice
- Official Universal Pictures site  Arhivirana inačica izvorne stranice od 1. prosinca 2017. (Wayback Machine)
- BTTF.com
- BTTF Frequently Asked Questions written by Bob Gale and Robert Zemeckis
- Povratak u budućnost 3 u internetskoj bazi filmova IMDb-a
- Povratak u budućnost 3 na Rotten Tomatoes